# Sitalcina borregoensis
Sitalcina borregoensis is een hooiwagen uit de familie Phalangodidae.